# فیلیپ فاکس
فیلیپ فاکس (انگلیسی: Philip Fox) بازیگر و کمدین اهل انگلستان است.
از فیلم‌ها یا مجموعه‌های تلویزیونی که وی در آن‌ها نقش داشته‌است می‌توان به موریس، ونوس، آدمکشان میدسامر و بلک ادر اشاره نمود.